# Pattinaggio di velocità ai XXIV Giochi olimpici invernali - 5000 m maschile
La gara dei 5000 metri maschile di pattinaggio di velocità dei XXIV Giochi olimpici invernali di Pechino è stata disputata il 6 febbraio 2022 sulla pista del National Speed Skating Oval a partire dalle ore 16:30 (UTC+8). Vi hanno partecipato 20 atleti provenienti da 12 nazioni.
La competizione è stata vinta dal pattinatore svedese Nils van der Poel, mentre l'argento e il bronzo sono andati rispettivamente all'olandese Patrick Roest e al norvegese Hallgeir Engebråten.

## Record
Prima della competizione il record del mondo e il record olimpico erano i seguenti:
| Record mondiale | 6'01"56 | Nils van der Poel Svezia | 3 dicembre 2021 Salt Lake City, Stati Uniti |
| Record olimpico | 6'09"76 | Sven Kramer Paesi Bassi  | 11 febbraio 2018 Gangneung, Corea del Sud   |

Durante la competizione è stato battuto il seguente record:
| Data       | Evento      | Atleta            | Nazione     | Tempo   | Record          |
| ---------- | ----------- | ----------------- | ----------- | ------- | --------------- |
| 6 febbraio | Batteria 5  | Patrick Roest     | Paesi Bassi | 6'09"31 | Record olimpico |
| 6 febbraio | Batteria 10 | Nils van der Poel | Svezia      | 6'08"84 | Record olimpico |

## Risultati
| Pos.    | Batteria | Corsia | Atleta               | Nazione     | Tempo   | Distacco | Note            |
| ------- | -------- | ------ | -------------------- | ----------- | ------- | -------- | --------------- |
| Oro     | 10       | I      | Nils van der Poel    | Svezia      | 6'08"84 | -        | Record olimpico |
| Argento | 5        | O      | Patrick Roest        | Paesi Bassi | 6'09"31 | +0"47    |                 |
| Bronzo  | 3        | O      | Hallgeir Engebråten  | Norvegia    | 6'09"88 | +1"04    |                 |
| 4       | 3        | I      | Sergej Trofimov      | ROC         | 6'10"27 | +1"43    |                 |
| 5       | 6        | I      | Jorrit Bergsma       | Paesi Bassi | 6'13"18 | +4"34    |                 |
| 6       | 8        | I      | Aleksandr Rumyantsev | ROC         | 6'15"02 | +6"18    |                 |
| 7       | 10       | O      | Bart Swings          | Belgio      | 6'16"90 | +8"06    |                 |
| 8       | 8        | O      | Davide Ghiotto       | Italia      | 6'16"92 | +8"08    |                 |
| 9       | 1        | I      | Sven Kramer          | Paesi Bassi | 6'17"04 | +8"20    |                 |
| 10      | 9        | O      | Ted-Jan Bloemen      | Canada      | 6'19"11 | +10"27   |                 |
| 11      | 7        | I      | Patrick Beckert      | Germania    | 6'19"58 | +10"74   |                 |
| 12      | 6        | O      | Seitarō Ichinohe     | Giappone    | 6'19"81 | +10"97   |                 |
| 13      | 2        | O      | Felix Rijhnen        | Germania    | 6'19"86 | +11"02   |                 |
| 14      | 9        | I      | Ruslan Zacharov      | ROC         | 6'21"00 | +12"16   |                 |
| 15      | 7        | O      | Michele Malfatti     | Italia      | 6'21"47 | +12"63   |                 |
| 16      | 2        | I      | Emery Lehman         | Stati Uniti | 6'21"80 | +12"96   |                 |
| 17      | 4        | O      | Ethan Cepuran        | Stati Uniti | 6'25"97 | +17"13   |                 |
| 18      | 4        | I      | Livio Wenger         | Svizzera    | 6'27"01 | +18"17   |                 |
| 19      | 1        | O      | Viktor Hald Thorup   | Danimarca   | 6'28"87 | +20"03   |                 |
| 20      | 5        | I      | Andrea Giovannini    | Italia      | 6'30"11 | +21"27   |                 |